# Jaime Mancisidor
Jaime Mancisidor Lasa (né le 7 avril 1910 à Irun au Guipuscoa, et mort le 18 décembre 1997) est un joueur espagnol de football qui évoluait au poste de défenseur.

## Biographie
Mancisidor commence sa carrière à 18 ans dans le club de sa ville natale du Real Unión Club en 1928. Il y reste au total quatre saisons, avant de fuir le pays à cause de la guerre d'Espagne.
Il franchit alors les Pyrénées et traverse la frontière. Il y signe pour le club aquitain des Girondins de Bordeaux, pour qui il joue également durant quatre saisons (ne jouant que 16 rencontres officielles). Surnommé « le Pape », il remporte la Coupe de France en 1940-41 (premier titre officiel du club), puis se hisse jusqu'en finale la saison suivante.
En 1943, il retourne en Espagne et s'engage avec la Real Sociedad pour une dernière saison avant de prendre sa retraite sportive.

## Palmarès
Girondins de Bordeaux
- Coupe de France (1) :
  - Vainqueur : 1940-41.
  - Finaliste : 1942-43.